# Labramia mayottensis
Labramia mayottensis là một loài thực vật có hoa trong họ Hồng xiêm. Loài này được Labat, Pignal & Pascual mô tả khoa học đầu tiên năm 1997.